# Iskui Abalan
Iskui Mirykauna Abalan (biał. Іскуі Мірыкаўна Абалян, Iskui Mirykauna Abalan; ros. Искуи Мириковна Абалян, Iskui Mirikowna Abalan); ur. 23 grudnia 1970 we Frunzem) – mieszkająca na Białorusi piosenkarka pochodzenia ormiańskiego, wykonawczyni muzyki rozrywkowej z gatunku pop i jazz, prowadząca i uczestniczka wielu białoruskich telewizyjnych programów muzycznych. Wykonuje piosenki głównie w języku rosyjskim, a jej występy charakteryzują się bogatą choreografią i wymyślnymi strojami. Występowała na Białorusi, w Federacji Rosyjskiej i Ukrainie. Od 2015 roku krajowa ambasadorka dobrej woli UNHCR na Białorusi. Do 2020 roku pozostawała w dobrych relacjach z białoruskimi władzami, często uczestniczyła w rządowych imprezach propagandowych. W czasie protestów w 2020 roku opublikowała krytyczny wobec władzy komentarz, w wyniku czego straciła możliwość występowania na Białorusi i została de facto wyeliminowana z życia publicznego. Od tego czasu kontynuuje swoją działalność artystyczną w internecie.

## Życiorys
Urodziła się 23 grudnia 1970 roku we Frunzem (obecnie Biszkek), w Kirgiskiej SRR, w ZSRR. Ma ormiańskie pochodzenie etniczne. Jej ojciec jest architektem, matka – pracownicą służby zdrowia. Według informacji podanej na stronie UNHCR, rodzina Abalan dotknięta była przymusową migracją, najpierw w wyniku „długotrwałego konfliktu etnicznego na Kaukazie Południowym”, a później „niepewności i przemocy na Ukrainie”.
W wieku dwóch lat Iskui wraz z rodziną przeprowadziła się do Smoleńska, gdzie skończyła szkołę ogólnokształcącą i Dziecięcą Szkołę Muzyczną nr 1 im. Michaiła Glinki w klasie fortepianu. W latach 1986–1990 uczyła się w Smoleńskiej Szkole Muzycznej w klasie teorii muzyki (według innego źródła skończyła tę szkołę w 1986 roku). W 1990 roku zamieszkała w Białoruskiej SRR i podjęła studia w Białoruskim Konserwatorium Państwowym. W 1995 roku ukończyła tę uczelnię ze specjalnością dyrygent chóru, wykładowca dyscyplin chórowych. Pracowała jako kierowniczka chóru w Mohylewskim Liceum Muzyki i Choreografii, solistka studia „Remiks” Mohylewskiej Filharmonii Obwodowej. W 2004 roku zamieszkała w Mińsku. W 2006 roku była kierowniczką artystyczną zespołu estradowego w Centrum Kultury i Sztuki Obwodu Mohylewskiego. Otrzymała tytuł artystki-wokalistki wyższej kategorii Mohylewskiej Filharmonii Obwodowej. Prawdopodobnie na początku 2019 roku zakończyła pracę w Filharmonii.

### Działalność artystyczna

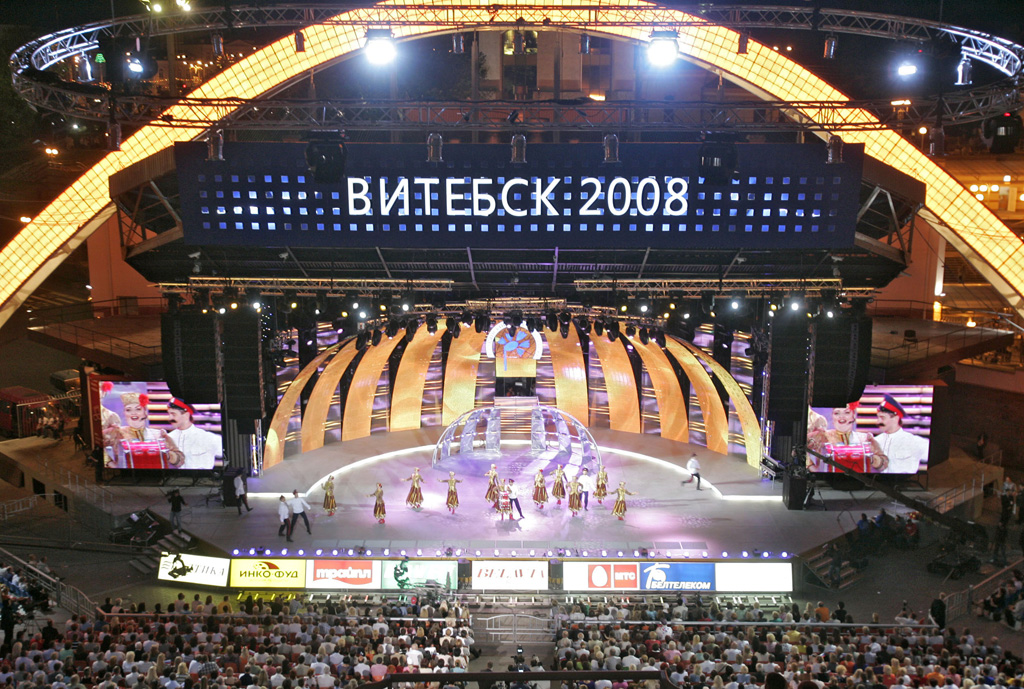
„Słowiański Bazar”, 2008

Karierę muzyczną rozpoczęła w 1996 roku, zwyciężając w konkursie telewizyjnym „Zornaja Rostań”. W ciągu kolejnych lat zdobywała liczne nagrody na festiwalach w kraju i za granicą. Reprezentowała Białoruś w Międzynarodowym Konkursie Młodych Wykonawców Festiwalu „Słowiański Bazar” (Witebsk, 1996), uczestniczyła w festiwalach „Złoty Szlagier” (Mohylew, 1997, 1998), „Discovery 1998” (Warna, Bułgaria). Na konkursie „Pamukkale 1997” w Turcji otrzymała dyplom FIDOF za znaczny potencjał twórczy.
Pod wpływem sukcesów piosenkarka zaczęła na poważnie tworzyć zespół muzyczny i przygotowywać repertuar. W 1999 roku założyła grupę baletową „Prajd” z myślą o wzbogaceniu swoich występów o choreograficzne show. Na początku XXI wieku przedstawiła swoje pierwsze projekty solowe i zorganizowała koncerty. W roku 2000 zrealizowała projekt solowy „Raznocwietnyje sny”, w 2002 roku – projekt solowy „Wiecznaja wiesna”. 
Od momentu przeprowadzki do Mińska w 2004 roku regularnie brała udział w programach telewizyjnych, takich jak: „Na pieriekriostkach Jewropy”, „Chit-momient”, „Piesnia goda Biełarusi”, „Sieriebrianyj grammofon”, „Muzykalnyj ring”. Występowała jako ekspertka w projekcie „Ja poju”. 
W 2007 roku wydała swoją pierwszą płytę: „Drugaja żyzń”. Kolejnym jej projektem solowym były „Tancy bojcowych rybok”. W latach 2007–2010 realizowała serię autorskich projektów poświęconych Walentynkom: „Eto prosto lubow’”, „14 swidanij”, „Lubow’ prawit mirom”, „Goroskop lubwi”. W 2011 roku, z okazji 15-lecia kariery muzycznej, wydała drugą płytę: „Zołoto” i zorganizowała koncert jubileuszowy. Podobnie, w 2016 roku – z okazji 20-lecia – wydała trzecią płytę: „Gieomietrija czuwstw” i wystąpiła na scenie w Pałacu Republiki w Mińsku. W 2017 roku ukazała się jej kolejna płyta: „Gieomietrija lubwi”.
Do 2020 roku Iskui Abalan wystąpiła na ponad 300 koncertach. Każdego roku dawała ok. 11 koncertów solowych, na które każdorazowo przychodziło ponad 5000 ludzi. Występowała na Białorusi, w Federacji Rosyjskiej i Ukrainie. W 1998 roku wystąpiła podczas Dni Kultury Białorusi w Federacji Rosyjskiej, a w 2009 roku – w Armenii. Uczestniczyła w festiwalach: „Mołodeczno”, „Słowiański Bazar”, „Złoty Szlagier”. Co roku organizowała w Pałacu Republiki w Mińsku koncerty z okazji Walentynek. Organizowała trasy koncertowe po miastach i miasteczkach obwodu mohylewskiego, w tym na terenach dotkniętych stutkami katastrofy w Czarnobylu. Występowała w ośrodkach wiejskich przy okazji obchodów Dnia Matki, Dnia Zwycięstwa i Dnia Rolników. Corocznie dawała koncert dobroczynny na rzecz sierot i inwalidów.

### Ambasadorka dobrej woli UNHCR
Iskui Abalan w 2013 roku rozpoczęła współpracę z Wysokim komisarzem Narodów Zjednoczonych do spraw uchodźców (UNHCR), a w 2015 roku została oficjalnie mianowana krajową ambasadorką dobrej woli UNHCR na Białorusi. W 2016 roku dołączyła do ogólnoświatowej kampanii #WithRefugees wzywającej światowych przywódców do reakcji na międzynarodowy kryzys migracyjny, a także zachęcała swoich przyjaciół, rodzinę i fanów do podpisania petycji w tej sprawie. Co roku spotykała się z rodzinami i dziećmi uchodźców na Białorusi oraz udzielała im wsparcia. Abalan brała także udział w kampanii UNHCR #IBelong i wspólnie z Przedstawicielstwem UNHCR na Białorusi wspierała wysiłki na rzecz wyeliminowania bezpaństwowości, w tym przystąpienia Białorusi do Konwencji ONZ o statusie bezpaństwowców z 1954 roku oraz Konwencji o ograniczeniu bezpaństwowości z 1961 roku. W 2019 roku dołączyła do prowadzonej przez UNHCR kampanii przeciwko przemocy ze względu na płeć, zwłaszcza wobec uchodźców i osób ubiegających się o azyl. Przemawiała na otwarciu Pokoju Kryzysowego w Grodnie, otwartego przy wsparciu UNHCR i wsparciu finansowym Ambasady Stanów Zjednoczonych w Mińsku. W imieniu UNHCR dołączyła również do #16DaysofActivism, aby wyrazić sprzeciw wobec przemocy domowej.

### Relacje z władzą i sytuacja po 2020 roku

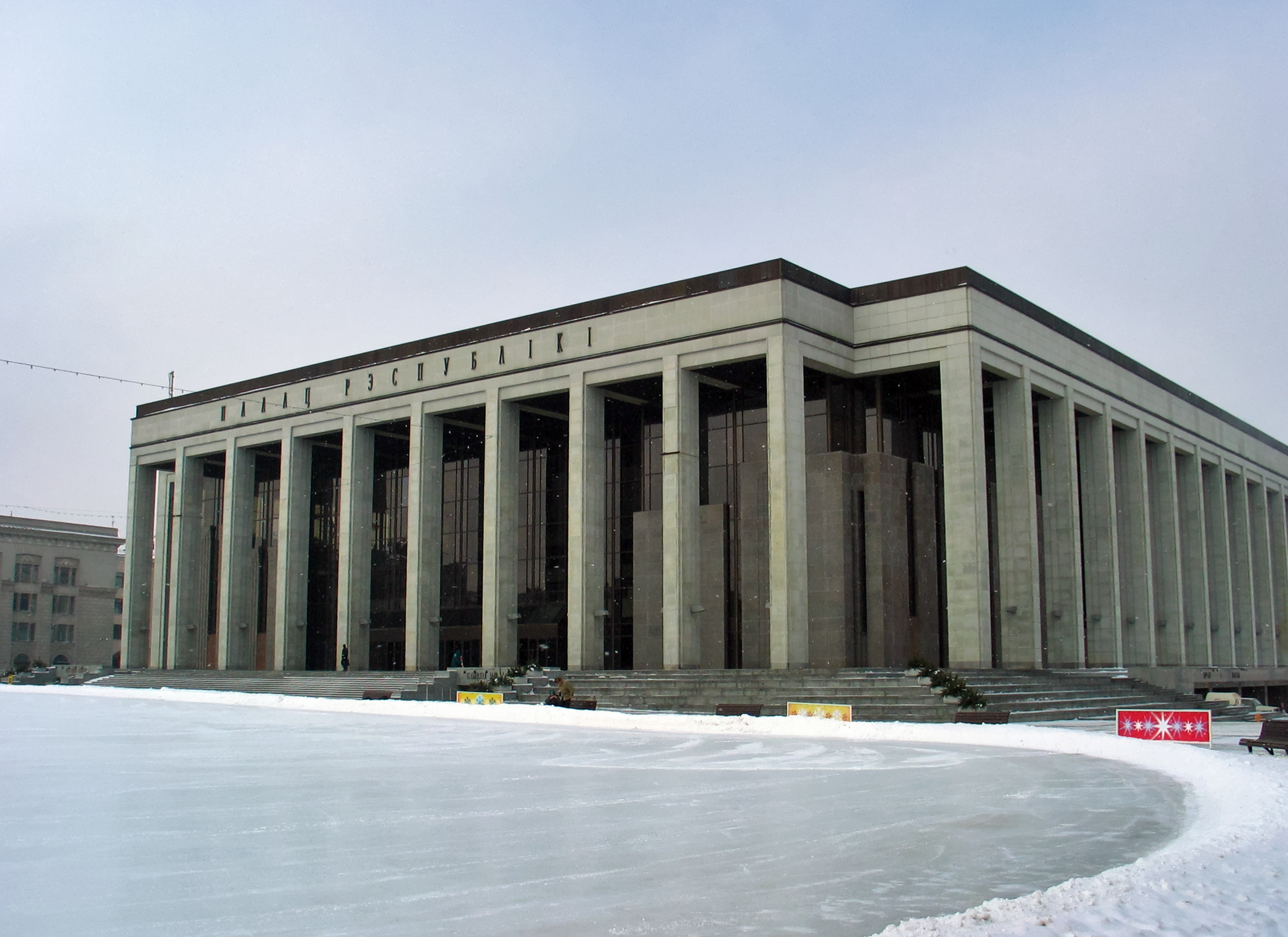
Do 2020 roku Iskui Abalan regularnie występowała w Pałacu Republiki

Iskui Abalan przez wiele lat wspierała swoimi występami władzę Alaksandra Łukaszenki. Każdego roku uczestniczyła w prorządowych koncertach o charakterze propagandowym, takich jak: „Za Biełaruś”, „My – biełarusy!”, „Biełaruś – eto my!”, które odbywały się nie tylko na Białorusi, ale też w sąsiadujących z Białorusią miastach w Rosji: Smoleńsku i Briańsku. Za tę działalność otrzymała w 2006 roku Gramotę Pochwalną Zgromadzenia Narodowego Białorusi. Występowała także na koncertach rządowych organizowanych z okazji Dnia Niepodległości i Dnia Zwycięstwa. Podobnie jak większość artystów rosyjskojęzycznej estrady na Białorusi, była w swoich publicznych wypowiedziach dość apolityczna i nie komentowała spraw społecznych w kraju. Dzięki dobrym relacjom z władzą mogła m.in. występować w państwowej telewizji i regularnie koncertować w jednym z najbardziej prestiżowych gmachów państwowych – w Pałacu Republiki w Mińsku.
Sytuacja zmieniła się w 2020 roku, gdy na Białorusi wybuchły masowe, wielomięsięczne protesty po sfałszowanych wyborach prezydenckich. Po tym, jak 12 listopada został na ulicy zabity przez siły bezpieczeństwa jeden z uczestników protestów – Raman Bandarenka, Iskui Abalan napisała w mediach społecznościowych:

To koniec. Życie się skończyło. Ile jeszcze ofiar potrzebuje ten reżim?

Po tym zdarzeniu Abalan straciła możliwość publicznych występów na Białorusi i została de facto wyeliminowana z życia publicznego. Przestała być zapraszana na państwowe imprezy oraz straciła możliwość organizowania koncertów w Pałacu Republiki. Stała się też od tego czasu obiektem agresywnej krytyki w państwowych mediach. Między lutym 2020 i marcem 2021 roku z internetu zniknęła osobista strona internetowa Iskui Abalan.
Nie mogąc występować na żywo, Iskui Abalan rozpoczęła kontynuację swojej działalności artystycznej w internecie. W 2021 roku po raz pierwszy zorganizowała swój coroczny koncert walentynkowy za pośrednictwem internetowego streamingu.

## Twórczość

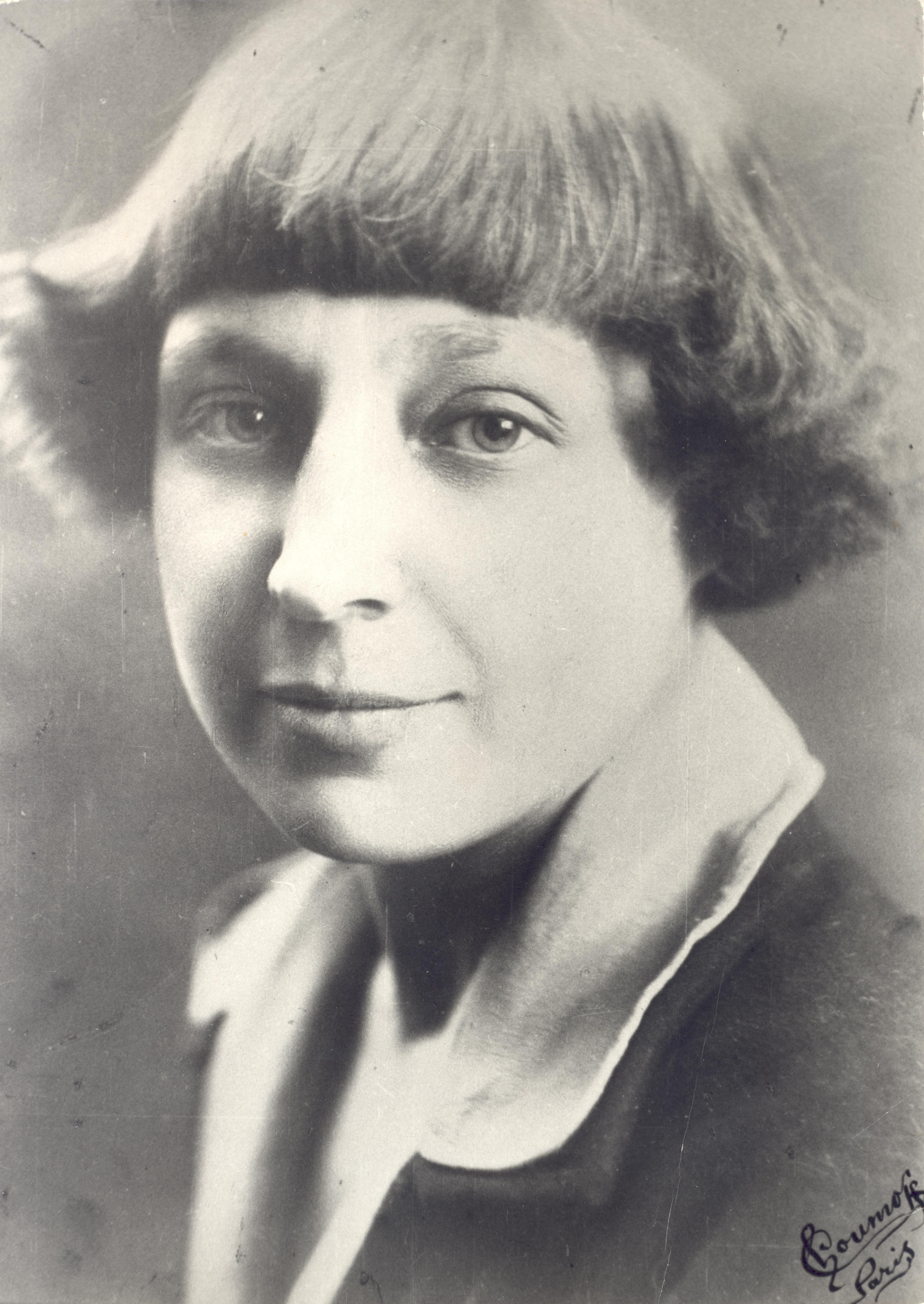
Iskui Abalan skomponowała muzykę m.in. do wiersza Mariny Cwietajewej

Repertuar Iskui Abalan opiera się na popularnych piosenkach wykonywanych głównie w językach rosyjskim i angielskim, rzadziej w białoruskim, ormiańskim, włoskim i francuskim. Wykonuje utwory wielu białoruskich kompozytorów i poetów, takich hak: Ihar Łuczanok, Waleryj Iwanou, Leanid Zachleuny i Alaksandr Lahczyłau. Sama również komponowała muzykę do twórczości wielu poetów, m.in.: „Sołnce mojo” do wiersza Mariny Cwietajewej, „Wsio ostanietsia” do wiersza J. Chrustalowa, „Tolko dla tiebia” do wiersza A. Suchariewa. Jej repertuar obejmuje ponad 100 utworów białoruskich autorów, a także popularne piosenki dawnych lat, światowe przeboje i utwory samej piosenkarki. Do najbardziej znanych należą Eto prosto lubow′, Wsio ostanietsia, Wiecznaja wiesna, Twoi głaza, Drugaja żyzń (z A. Patlisem), Diewuszka uchodit iz doma, Sierdce bjotsia.
Charakterystycznymi elementami występów Iskui Abalan są: dynamiczna, samodzielnie przygotowana reżyseria, profesjonalne kompozycje choreograficzne i egzotyczne kostiumy sceniczne. Według Lilii Kamluk z czasopisma „Narodnaja Hazieta”, piosenkarka wypracowała swój niepowtarzalny styl w sposobie wykonywania piosenek, stroju i zachowaniu wśród publiczności. Abalan twierdzi, że w czasie występów jest otwarta na eksperymenty i dopuszcza prawie wszystko, włącznie z groteską i humorem.

## Dyskografia
- Album CD Drugaja żyzń (2006[1], według innych źródeł 2007[6] lub 2008[15]); płyta zawierała m.in. piosenkę pod tym samym tytułem wykonaną wraz z Alaksandrem Patlisem, uważaną za jeden z najbardziej znanych utworów artystki[1][5];
- album CD Zołoto (23 listopada 2011[16]);
- album CD Gieomietrija lubwi (16 sierpnia 2017; album zawierał najlepsze utwory poprzednich dwóch lat, a także nowe kompozycje[17]);
- singiel Stań moim wriemieniem (2016[15]);
- singiel Nie wierniosz (2017[15]);
- singiel Ty moja sobstwiennost’ (2017[15]);
- piosenka Sierdce bjotsia (w zbiorze Piesnia goda Biełarusi. Piesni uchodiaszczej osieni, 2005[1]);
- piosenka Drugaja żyzń (duet z A. Patlisem, w zbiorze Pieriekriostki Jewropy, 2005[1]);
- piosenka Diewuszka uchodit iz doma (w zbiorze Zołotaja dwadcatka. Wiesna 2006, 2006[1]).

Iskui Abalan wystąpiła także w teledyskach: Molbiert i Nocznyje dożdi (reż. Anatol Wieczar), a także Drugaja żyzń (reż. A. Butar, 2005).

## Odznaczenia i nagrody

### Nagrody artystyczne
- Pierwsza nagroda w kategorii „Wokal Estradowy” w Narodowym Konkursie Telewizyjnym Młodych Artystów Estrady „Zornaja Rostań” (Mińsk, 1996)[18][9];
- Dyplom i trzy nagrody specjalne w Międzynarodowym Konkursie Młodych Wykonawców Piosenki Estradowej Międzynarodowego Festiwalu „Słowiański Bazar” (Witebsk, 1996)[18][9];
- 3. nagroda i nagroda publiczności w Międzynarodowym Konkursie Młodych Wykonawców „Wilno 1996”[18][9];
- dyplom FIDOF za znaczny potencjał twórczy na Międzynarodowym Festiwalu Tureckiej Muzyki i Kultury „Pamukale” (Pamukale, Turcja, 1997)[18][9];
- Grand Prix i nagroda publiczności w konkursie młodych wykonawców na Międzynarodowym Festiwalu Muzycznym „Złoty Szlagier” (Mohylew, 1997)[18][9];
- I nagroda Międzynarodowego Konkursu Piosenki „Discovery 1998”[18][9].
- nagroda w internetowym konkursie popularności „Złote Ucho” białoruskiej stacji radiowej Alfa-radio (wielokrotnie, m.in. 2005[19], 2006[20], 2007[21], 2009[22]).

### Odznaczenia państwowe
- Gramota Pochwalna Zgromadzenia Narodowego Republiki Białorusi (31 marca 2006) – za wielki wkład w realizację polityki społecznej Republiki Białorusi i zasługi dla rozwoju kultury narodowej[7];
- Medal „Za Zasługi w Pracy”(inne języki) (10 stycznia 2014) – za sumienną, owocną pracę, wysokie osiągnięcia twórcze (…), znaczący wkład osobisty w rozwój sfery kultury (…), realizację polityki informacyjnej państwa, aktywność w życiu publicznym[8];
- Honorowy Tytuł „Zasłużony Artysta Republiki Białorusi”(inne języki) (listopad 2018)[23].

## Życie prywatne
Iskui Abalan była zamężna z białoruskim producentem muzycznym Andrejem Kaliną. W 1999 roku urodziła się jej córka Ksenia. W 2014 roku wyszła za mąż po raz drugi, a rok później urodziła się jej druga córka Sonia. Abalan ma siostrę o imieniu Asmik, która jest projektantką, mieszka i pracuje w Moskwie.